# Santo Antão (Calheta)
Santo Antão é uma freguesia portuguesa do município da Calheta, sita na ponta leste da ilha de São Jorge, na Região Autónoma dos Açores, com 33,41 km² de área e 629 habitantes (censo de 2021). A sua densidade populacional é 18,8 hab./km².

## História
Inicialmente, o povoado de Santo Antão era um dos lugares da vila do Topo, com a qual mantinha intensa rivalidade. Esta situação, associada ao aumento da população, levou a que a 6 de Junho de 1889, já depois de extinto o concelho do Topo, o curato fosse elevado à categoria de freguesia, incorporando, para além do lugar de Santo Antão, os lugares de São Tomé, o Cruzal, Santa Rosa e a Fajã de São João.
A sua igreja inicial, com orago de Santa Rosa e localizada no atual lugar do império, foi destruída pelo Mandado de Deus, tendo sido reconstruída nas últimas décadas do século XVIII. Também essa igreja teria a mesma sorte da anterior, já que o terramoto de 1980 atingiu severamente a freguesia, destruindo a quase totalidade das suas habitações e arruinando a igreja. Depois de um complexo processo de reconstrução, a actual igreja paroquial de Santo Antão foi festivamente inaugurada a 12 de Julho de 1992, doze anos após a destruição da anterior.
Construída no mesmo local da destruída pelo sismo de 1980, e que já ali fora erecta em substituição da destruída pelo Mandado de Deus, é um  testemunho da preserverança e apego à terra do povo de Santo Antão.
Nesta freguesia existe uma moderna unidade fabril da Cooperativa de Lacticínios do Topo, produtora do famoso queijo da ilha, e várias azenhas que ainda laboram. No campo social existiram três escolas, cada uma no lugares de São Tomé e Cruzal e perto do centro da freguesia, extintas nos últimos anos por incorporação na moderna Escola Básica Integrada do Topo, que em parte funciona na antiga cerca do extinto convento franciscano de São Diogo da vila do Topo, um jardim de infância operado por uma congregação religiosa, duas Sociedades Filarmónicas, um centro social e paroquial e diversos estabelecimentos comerciais.
De entre os seus filhos mais famosos destaca-se D. José Pedro da Silva (1917-2000), que foi bispo da Diocese de Viseu.
A freguesia foi criada por decreto de 27 de agosto de 1891, com lugares da freguesia de Topo.

## Demografia
A população registada nos censos foi:
| Distribuição da População por Grupos Etários | Distribuição da População por Grupos Etários | Distribuição da População por Grupos Etários | Distribuição da População por Grupos Etários | Distribuição da População por Grupos Etários |
| -------------------------------------------- | -------------------------------------------- | -------------------------------------------- | -------------------------------------------- | -------------------------------------------- |
| Ano                                          | 0-14 Anos                                    | 15-24 Anos                                   | 25-64 Anos                                   | > 65 Anos                                    |
| 2001                                         | 175                                          | 170                                          | 397                                          | 179                                          |
| 2011                                         | 115                                          | 102                                          | 366                                          | 162                                          |
| 2021                                         | 83                                           | 71                                           | 329                                          | 146                                          |

## Património construído
- Igreja de Santo Antão
- Ermida do Bom Jesus do Cruzal
- Ermida de São João
- Ermida de São Tomé

## Património natural
- Ribeira da Vila
- Ribeira do Meio
- Ribeira dos Monteiros
- Ribeira de São João
- Ribeira do Cedro
- Ribeira do Cavalete
- Ribeirinha
- Fajã do Cruzal
- Fajã de São João
- Ribeirinha
- Ribeira do Sanguinhal

## Instituições da Freguesia
- Igreja de Santo Antão
- Ermida do Senhor Bom Jesus (Calheta)
- Ermida de São Tomé
- Ermida de São João
- Ermida de Santa Rosa (Santo Antão)
- Agrupamento 849 da CNE
- Casa do Povo de Santo Antão
- Finisterra - Cooperativa Agrícola de Lacticínios do Topo, CRL
- Sociedade Filarmónica Recreio e Progresso dos Lavradores - Fundada em 1888
- Sociedade Filarmónica Nova Aliança - Fundada a 11 de Novembro de 1971

## Heráldica de Santo Antão
Brasão: escudo de verde, com uma sineta de prata com pega de ouro e badalada de vermelho entre dois cachos de uvas de púrpura sustidos de ouro, em chefe e vaca leiteira passante, de prata, malhada de negro, em campanha. Coroa mural de prata de três torres. Listel branco, com legenda a negro: «SANTO ANTÃO-CALHETA».
Bandeira: esquartelada de branco e verde. Cordão e borlas de prata e verde. Haste e lança de ouro.
Selo Branco: nos termos de lei, com a legenda: «Junta de Freguesia de Santo Antão - Calheta».